# Babcock Borsig Service
Babcock Borsig Service GmbH (BBS GmbH) è la società madre di Babcock Borsig Service Group. BBS GmbH è un'azienda di servizi su base internazionale nell'industria di produzione di energia elettrica, con circa 2800 dipendenti fra impiegati e tecnici . 

## Storia
Nel 1970 Deutsche Babcock acquistò Borsig AG e di conseguenza alcuni anni più tardi il nome della società cambiò in Babcock Borsig AG .
Dal 2005, Babcock Borsig Service Group è una società filiale del Gruppo Bilfinger Berger AG. In ogni caso, ben prima dell'integrazione, alcune consociate erano già state fondate all'estero: filiali dirette quali Deutsche Babcock Middle East negli Emirati Arabi Uniti, ma anche alcune joint venture, come Deutsche Babcock Al Jaber in Qatar.
Successivamente a questa integrazione, BBS GmbH e tutte le sue filiali, che esse siano consociate oppure joint venture, funzionano  da maggio 2006 sotto l'egida di Bilfinger Berger Power Services (BBPS GmbH) .
Ben oltre la GmbH, vi è un certo numero di filiali che appartengono al Gruppo. 
Le principali società dirette sono Steinmüller, Babcock Noell e Babcock Borsig Power Holdings in Sudafrica.

## Campi d'attività aziendale
La Divisione Bilfinger Berger Power Services si occupa della manutenzione, dei servizi, del miglioramento dell'efficienza, dell'estensione del ciclo di vita e della fornitura di componenti e parti di ricambio. La BBPS GmbH fornisce servizi per le centrali elettriche convenzionali e nucleari, per gli impianti di dissalazione delle acque, delle miniere e di altre industrie quali le industrie chimiche, petrolchimiche ed i centri siderurgici per la produzione d'acciaio, per l'incinerimento dei rifiuti, per gli impianti di trattamento delle acque reflue e dei centri di ricerca nella fisica delle particelle, la fusione nucleare ed ingegneria nucleare.